# Contencions farmacològiques
Les contencions farmacològiques fan referència al fet de contenir, impedir que una persona o cosa surti dels seus límits, referint-se no només a quelcom físic, sinó també emocional, Per tant, subjectar i contenir no és el mateix tot i que s'utilitzin com a sinònims.
La contenció farmacològica és una estratègia per al control de determinades conductes, que podrien ser perilloses per a la mateixa persona que les presenta o per a altres del seu entorn (agitació psicomotriu, auto agressivitat o agressivitat contra els altes) a partir de l'autorització de substàncies psicoactives.

## Normativa relacionada amb les contencions
L'any 2005, a la declaració Universal sobre bioètica i Drets Humans de la UNESCO, proclama en el seu article 8 el principi de respecte de la vulnerabilitat humana i la dignitat personal, que s'aplica a les mesures de contenció. Existeixen diferents lleis d'àmbit autonòmic relacionades amb les competències transferides en matèria d'acció social com la Llei foral de Navarra 15/2006, Drets i Serveis Socials de la LLei de Catalunya 12 / 2007, Llei del País Vasc 12/2008.
Un cas especial és el Decret foral 221/2011, del 28 de Setembre, que regula l'ús de subjeccions físiques i farmacològiques en l'àmbit dels Serveis Socials residencials de la comunitat foral de Navarra, desenvolupant l'article 8 de la llei foral 15/2006.
Per acabar, cal tenir present la llei penal amb data 2015. Són d'especial interès els articles que fan referència a maltractaments, i indirectament a les subjeccions, que pugui atemptar contra la dignitat de la persona. Així cal que tinguem en compte els articles 147, 148 i 153 del Títol III referit a lesions. Del Títol VI de delictes contra la llibertat de l'article 169. Del títol VII, l'article 173 sobre tortures altres delictes sobre la integració moral. Títol XII del delictes contra les relacions familiars, els articles 226 i 299 en relació amb l'abandonament familiar, menors o persones amb discapacitat necessitades d'especial atenció.

## Com actua una contenció farmacològica?
Mitjançant un fàrmac amb acció sobre el sistema nerviós central, amb l'objectiu de calmar la conducta. Generalment, aquest fàrmac és una benzodiazepina o un antipsicòtic (principals fàrmacs amb capacitat sedant)

## Indicacions
La contenció farmacològica pot ser utilitzada de manera aïllada en casos d'agitació psicomotriu, autoagressivitat o agressivitat cap a altres. En alguns dels casos anteriors cal també fer contenció física o contenció mecànica, s'ha de valorar administrar un psicofàrmac per afavorir que la persona es pugui calmar amb més rapidesa.

## Àmbit d'ús en l'ACP
La contenció farmacològica, pot ser utilitzada en qualsevol entorn en el qual habitualment es gestionin tractaments farmacològics i es disposi de personal sanitari autoritzat com en, hospitals centres residencials, centres de salut mental entre d'altres.
És de vital importància tenir en compte a les persones que tenen més dificultats per expressar les seves necessitats, pors, emocions, malestar, degut al deteriorament cognitiu que poden reaccionar de manera poc adaptativa davant el seu malestar. Aquestes persones tenen més predisposició a presentar problemes de conducta (crits, autoagressió, heteroagressió...) cal evitar etiquetar-les com a trastorns de conducta, és senzillament que reaccionant a determinats estímuls, aquests podem identificar-los com a eines específiques com DCM, reminiscència, treballant amb la història de vida i mitjançant el PIAI, com a eines d'Atenció centrada en la persona.
En l'àmbit de les persones grans, és recomanable promoure la formació i aplicar tècniques d'intervenció com la validació, musicoteràpia, snowzeleen per a abordar, tractar les demències i així evitar els moments d'agitació i agressivitat i eliminar l'ús de psicofàrmacs amb la intenció de contenir.